# 콜나고
콜나고(Colnago Ernesto & C. S.r.l.)는 에르네스토 콜나고가 밀라노 근처의 이탈리아 캄비아고에서 설립한 도로 경주용 자전거 제조업체이다. 2020년 5월 4일, 아랍에미리트 기반 투자 회사인 Chimera Investments LLC가 에르네스토 콜나고로부터 콜나고 지분 대부분을 인수한다고 발표될 때까지 가족이 운영하는 회사였다. 인수 후에도 본사는 이탈리아에 유지된다.
에르네스토 콜나고는 가족의 농업 사업을 따르는 대신 자전거 거래업에서 일하기로 선택했고, 13세에 글로리아 자전거 공장에서 견습생으로 일한 후 도로 경주에 뛰어들었다. 심한 사고로 경주 경력이 끝난 후, 그는 글로리아의 하청업체로 일하기 시작했고, 1954년에 자신의 가게를 열고 같은 해에 첫 프레임을 제작했다. 프레임을 제작하는 동안 그는 경주 정비사로서 많은 수요를 받았다. 그는 1955년 팔리에로 마시가 이끄는 니베아 팀의 지로 디탈리아에서 보조 정비사로 일했으며, 1963년에는 벨기에 사이클링의 전설인 에디 메르크스의 몰테니 팀의 수석 정비사로 고용되었다.
이 회사는 처음에는 프로 경주의 까다로운 환경에 적합한 고품질 강철 프레임 자전거로 유명해졌고, 나중에는 현대 자전거 제작의 주류가 된 탄소 섬유를 포함한 새롭고 다양한 재료의 디자인 혁신과 실험을 담당하는 더 창의적인 사이클링 제조업체 중 하나로 알려졌다. 2020년, 아내와 형제를 잃은 에르네스토 콜나고는 회사의 지분 대부분을 아랍에미리트 투자 회사에 매각했다.

## 역사

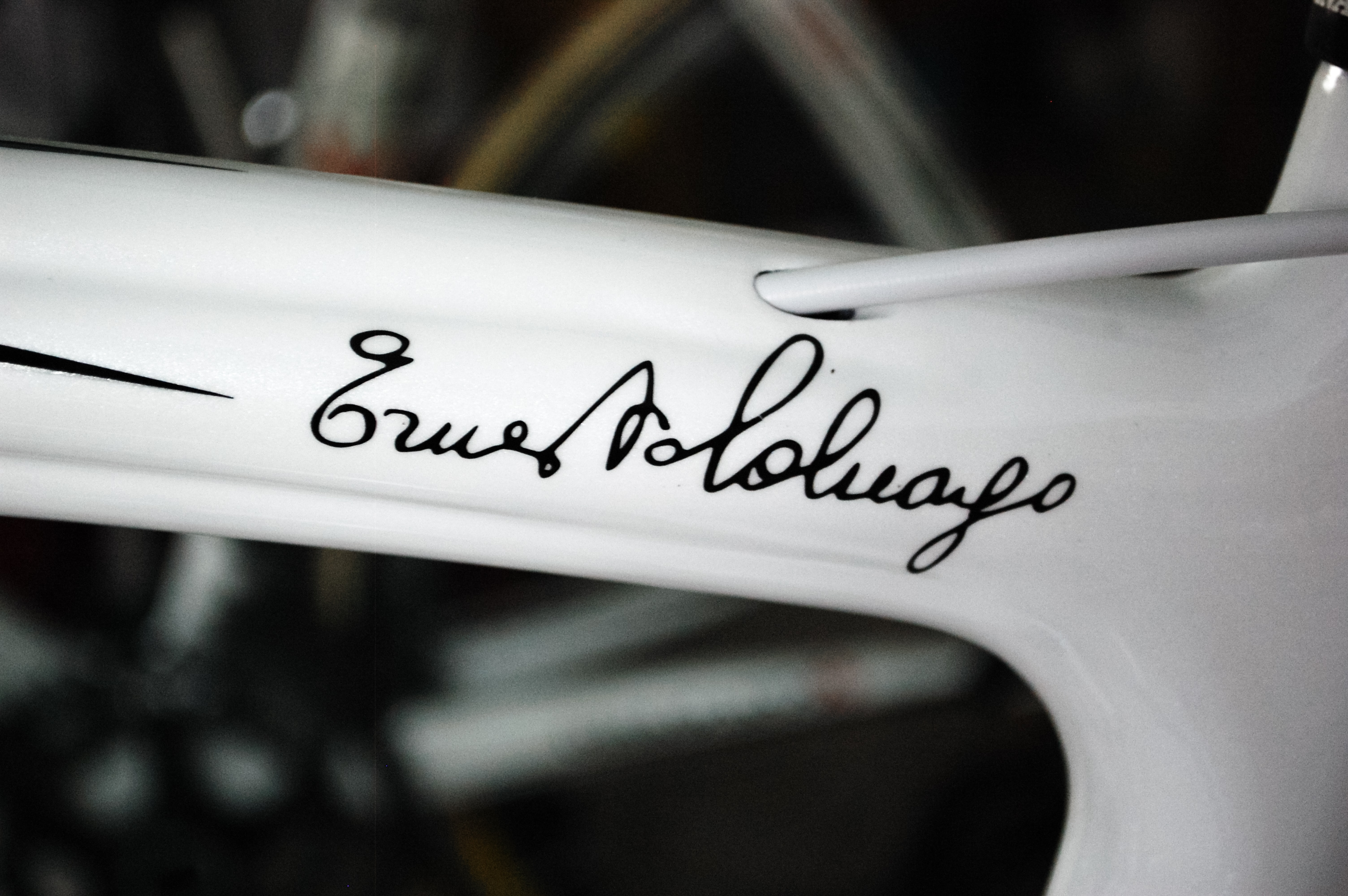
에르네스토 콜나고의 서명. Chimera/UEA가 브랜드 지분 51%를 인수한 이후 새로운 콜나고 자전거에는 더 이상 볼 수 없다.

콜나고 프레임으로 거둔 첫 대규모 승리 중 하나는 1957년 가스톤 네치니가 콜나고 자전거를 타고 지로 디탈리아 자전거 경주 1957년판에서 우승했을 때였다. 1960년, 루이지 아리엔티가 콜나고 자전거를 타고 로마 올림픽에서 금메달을 획득하면서 콜나고는 더 많은 인정을 받았다. 1960년대 후반까지 콜나고는 일반적으로 세계 최고의 강철 도로 경주 프레임 제작자 중 한 명으로 평가되었다.
에르네스토가 몰테니 팀의 수석 정비사였을 때 잔니 모타와 같은 선수들은 콜나고 사이클로 경주했다. 1970년 밀라노-산 레모 경주에서 몰테니 팀의 미켈레 단첼리가 콜나고로 우승하면서 콜나고는 그의 로고를 현재 유명한 '아소 디 피오리' 또는 클로버 에이스로 바꾸게 되었다. 파마 팀의 해체 후, 에디 메르크스는 몰테니 팀에 합류했고, 그 결과 상호 혁신이 일어났다. 콜나고는 이를 다음과 같이 설명한다. "메르크스는 떠오르는 챔피언이었고, 저는 떠오르는 자전거 제작자였습니다. 그래서 메르크스와 같은 위대한 챔피언을 위해 일하는 것은 정말 영광이었습니다. 그것은 우리가 성장하는 데 도움이 되었습니다... 우리가 특별한 포크와 특별한 자전거를 만들었을 때." 여기에는 메르크스가 1972년 세계 한 시간 기록을 깨기 위해 사용한 초경량 강철 프레임이 포함된다.

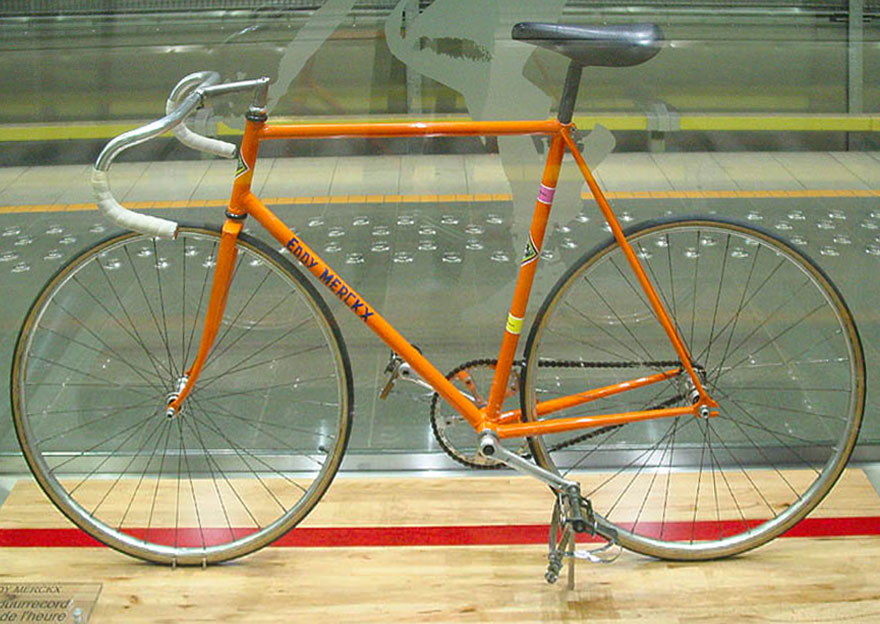
에디 메르크스가 1972년 아워 레코드를 깨는 데 사용한 자전거는 콜나고 프레임을 사용했다.

경주 우승으로 명성이 높아지면서 콜나고는 생산 자전거 시장에 진출했다. 미국에서는 1970년대 초 또 다른 자전거 붐이 일었고, 콜나고는 "인류의 미래가 위태로운 것처럼 자전거를 쏟아냈다." 1970년대 콜나고 라인의 주축은 슈퍼였고, 이어서 성공적인 아워 어택을 기념하여 이름 붙여진 멕시코였다. 슈퍼이시모(Superissimo)와 에사 멕시코(Esa Mexico)를 포함한 다른 모델들도 추가되었다. 이 초기 콜나고의 마감은 다양할 수 있었지만, 훌륭한 주행감을 제공하는 자전거였고, 열광적인 팬덤을 형성했다.
1979년, 에르네스토 콜나고는 교황 요한 바오로 2세에게 맞춤형 금도금 강철 자전거를 선물했다.
프레임이 충분히 뻣뻣하지 않다는 비판에 대응하여 콜나고는 프레임 구성 요소의 동작을 변경하는 방법을 실험했다. 1983년, 그는 강성을 추가하기 위해 타원형 단면 탑 튜브를 가진 오벌 CX(Oval CX)를 도입했다. 그 후 그는 다양한 주름진 튜브 프레임을 실험했는데, 이는 "슈퍼 프로필(Super Profil)"과 "마스터(Master)"를 시작으로 최고급 프레임으로 생산 모델이 되었다. 나중에 "마스터-라이트(Master-Light)", 마스터 올림픽(Master Olympic), 마스터 피우(Master Più)가 라인을 확장했다. 콜나고는 콜럼버스 튜빙으로 프레임을 제작하여 주세페 사론니가 1982년 세계 프로 도로 경주 챔피언십에서 우승하는 데 사용했으며, 그 후 짧은 기간 동안 사론니 이름을 달고 자전거 컬렉션이 출시되었다. 1983년, 주세페 사론니는 콜나고 자전거로 지로 디탈리아 스테이지 경주에서 우승했다. 경주에서 우승한 강철 프레임은 콜나고의 명성을 높였다. "에디 메르크스와 주세페 사론니는 1965년부터 1988년까지 총 719번의 경주에서 우승했으며, 이 승리의 대부분은 강철 콜나고에 탑승하여 이루어졌다. 에르네스토 콜나고는 1982년에 멕시코를 대체할 마스터 프레임을 처음으로 설계했는데, 이 프레임은 에디 메르크스의 멕시코 시티 아워 레코드 성공을 기념하여 이름 붙여졌다. 프로 펠로톤에서 17년간 마스터는 수백 번의 우승을 거두었으며, 이러한 팔마레스를 가진 자전거는 거의 없다.":
1980년대 이후, 콜나고는 고급 강철 자전거를 계속 생산했지만, 티타늄, 알루미늄, 탄소 섬유 및 혼합 재료를 포함한 강철 이외의 재료를 사용하여 사이클 프레임을 생산하기 시작했다. 이 시기의 독특한 프레임 중 하나인 비티탄(Bititan)은 이중 티타늄 다운 튜브를 가지고 있다. 주름진 오버사이즈 튜브는 테크노스(Tecnos)에 사용되었으며, 이는 생산된 강철 자전거 중 가장 가벼운 것 중 하나였다. 유사하게 주름진 오버사이즈 알루미늄 튜브는 드림(Dream) 프레임에 사용되었다. 1981년 콜나고는 밀라노 자전거 전시회에서 디스크 휠을 가진 완전 모노코크 탄소 섬유 사이클인 CX 피스타(CX Pista)–를 시제품으로 선보였다. 이어서 콜나고는 페라리와 협력하여 새로운 탄소 섬유 기술을 개발했으며, 에르네스토는 또한 포크 디자인에 대한 도전을 통해 콜나고의 혁신적인 프리시사(Precisa) 직선형 강철 포크(1987년)를 개발하는 데 도움을 주었다고 그들의 엔지니어들을 칭찬했다. 콜나고는 또한 티타늄 메인 튜브, 탄소 섬유 포크 및 후방 스테이로 구성된 CT-1 및 CT-2를 포함한 다중 재료 프레임을 실험했으며, 강철 메인 튜브, 탄소 포크 및 스테이로 유사하게 구성된 (비록 단명했지만) 마스터 프레임도 제작했다.
콜나고의 초기 탄소 섬유 프레임 시도는 상업적으로 성공하지 못했지만, 얻은 교훈은 그들의 주력 프레임인 C-40(1994년)과 그 후속작인 C-50(2004년)에 반영되었다. 이들은 각각 콜나고의 자전거 제작 40주년과 50주년을 기념하여 이름 붙여졌다. 이 탄소 섬유 프레임은 새로운 우수성 기준을 세웠다. 이들은 전통적인 사이클 프레임 제작 방식을 변형하여 마이크로인퓨전 주조 강철 대신 탄소 섬유 러그를 사용하고, 복잡한 강철 튜브 대신 탄소 섬유 "튜브"를 사용하여 제작되었다. 유사한 제작 기술이 최신 디자인인 C59에도 사용되었는데, (이전처럼) 생산 연도를 따서 명명되었다. 탄소 프레임의 확산은 당연하게 여겨지지만, 그 성공은 이미 결정된 것이 아니었다.
"우리가 C40을 만들었을 때, 우리만이 탄소 프레임을 만들고 있었고, 모든 기계공들과 경쟁사 기술자들은 그것이 포장된 도로에서 사용하기에는 너무 위험할 것이라고 말했습니다. 특히 직선형 탄소 포크와 함께라면요. 자전거에 서스펜션 포크를 장착하려는 회사도 있었지만, 저는 C40에 서스펜션 포크를 장착하지 않을 것이었습니다. 파리-루베 전날 밤, 마페이 사장인 스퀸치 씨가 저에게 전화해서 그렇게 섬세하게 보이는 것을 사용하는 것에 대한 우려를 표했습니다. 저는 그에게 프레임과 포크에 대해 가능한 모든 테스트를 마쳤으며 문제가 없을 것이라고 확신했습니다. 저는 일어날 일에 대해 개인적인 책임을 져야 했고, 밤새도록 걱정하며 거의 잠을 이루지 못했습니다. 하지만 4명의 마페이 선수들이 선두 그룹에 있다는 소식을 들었을 때, 저는 긴장을 풀 수 있다는 것을 알았습니다."

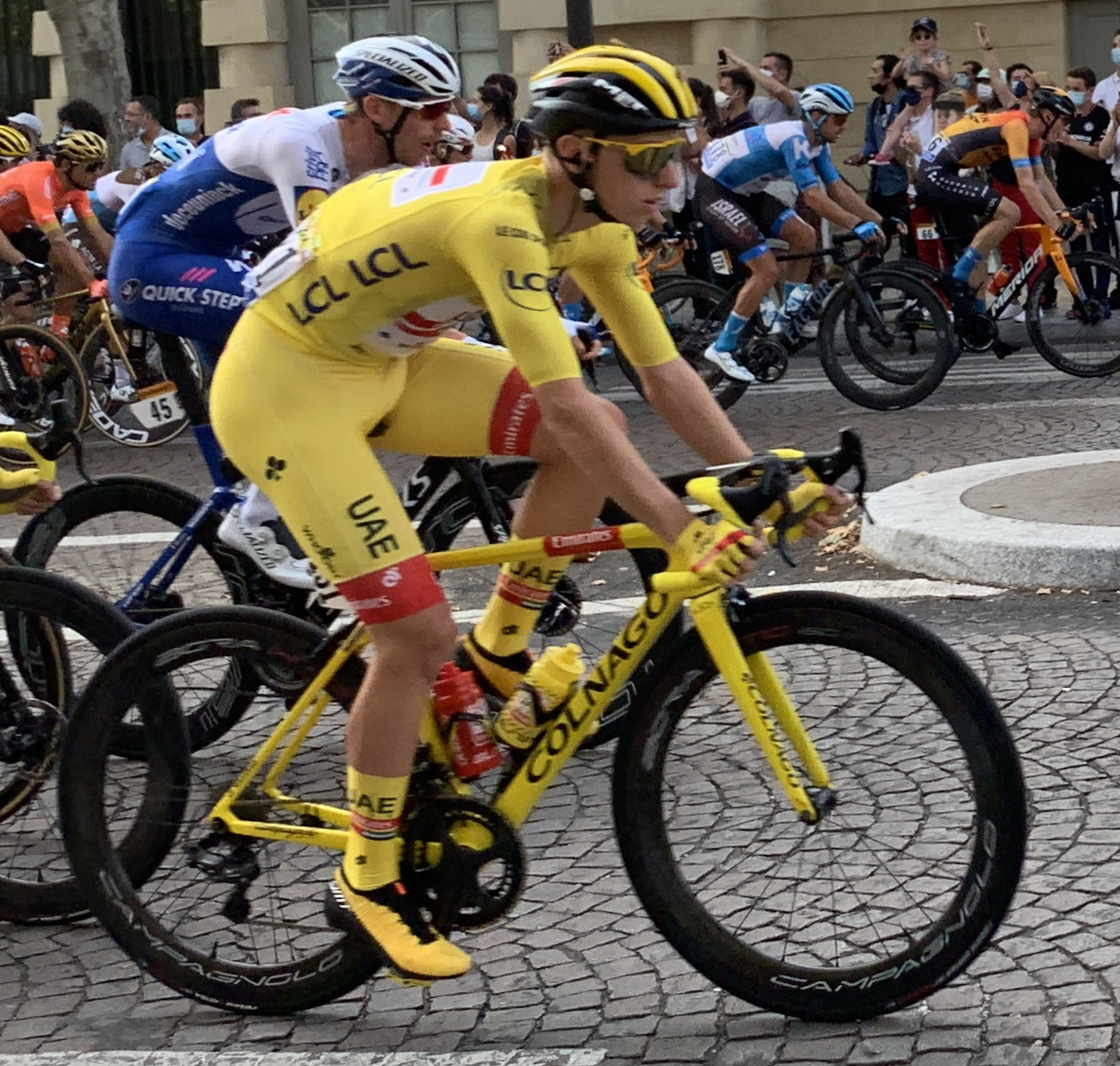
타데이 포가차르가 2020년 투르 드 프랑스 마지막 스테이지에서 노란색 콜나고를 타고 있다.

C40은 6년 동안 파리-루베에서 5번 우승했다. 놀랍게도, 타데이 포가차르의 2020년 투르 드 프랑스 우승은 콜나고 브랜드 자전거가 종합 우승자에게 처음으로 사용된 경우였다. 메르크스의 우승은 리브랜딩된 자전거로 이루어졌기 때문이다.
에르네스토 콜나고가 다양한 상징적인 콜나고를 설명하는 인터뷰(공장 박물관에서 촬영)는 유튜브에서 볼 수 있다.
콜나고 가족은 2022년 11월 25일 밀라노에서 '라 콜레치오네'(La Collezione)를 런칭했고, 2022년 12월 18일에는 캄비아고에서 '라 콜레치오네 캄비아고'(La Collezione Cambiago) 게스트 사전 오픈 행사를 가졌다.

## 상표

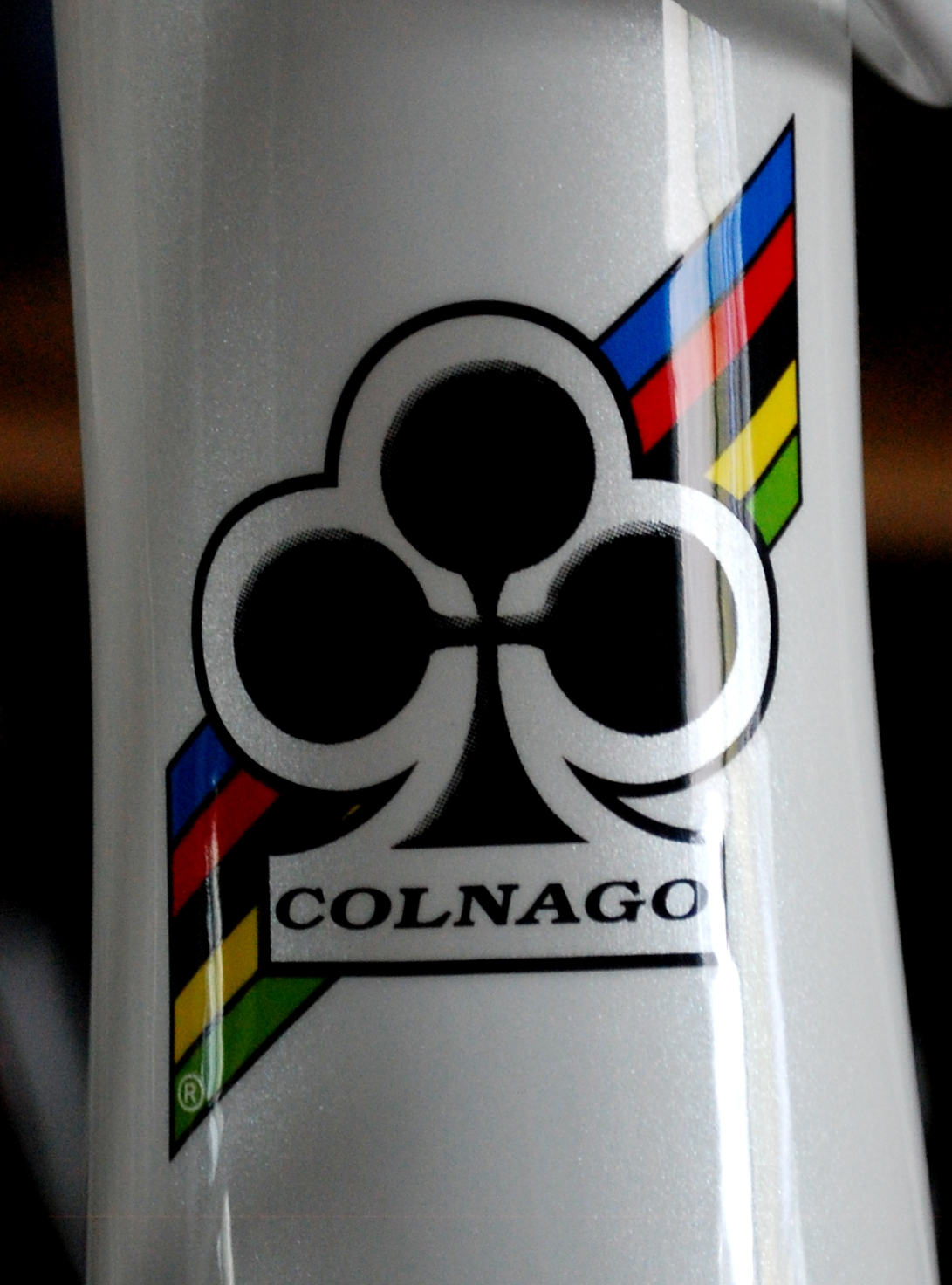
프레임에 있는 콜나고 로고

콜나고는 플레잉 카드에 사용되는 ♣("클럽") 기호와 유사한 검은색 기호를 사용한다. 콜나고 프레임의 그래픽은 중후한 글꼴에서 정교하고/또는 창의적인 페인트로 발전했다.

## 1968년 이후 콜나고가 후원한 자전거 경주팀

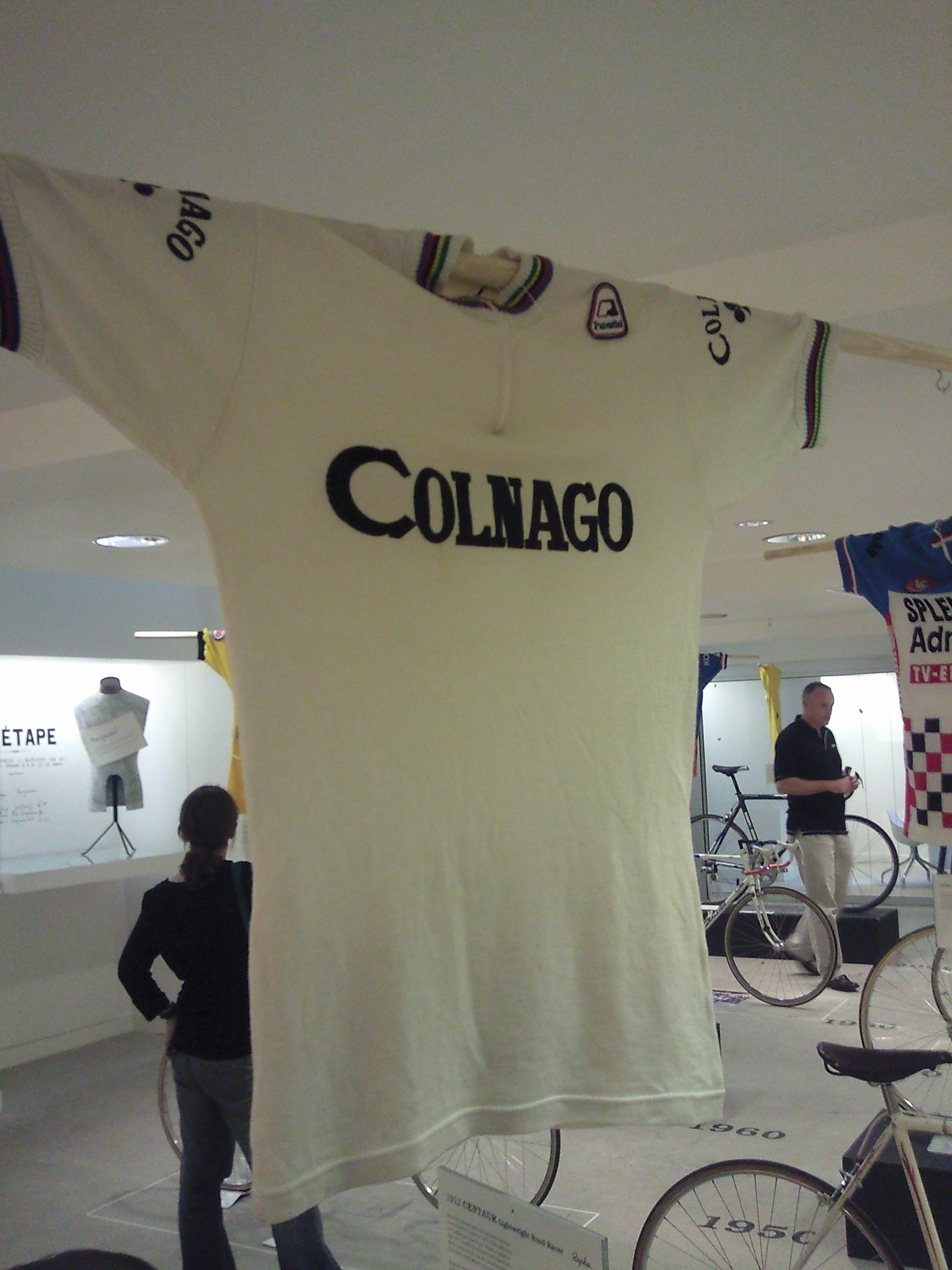
콜나고 저지

콜나고는 1974년부터 매년 최소 한 개의 프로 팀을 후원했으며, 종종 여러 팀을 후원하기도 했다. 또한, 펠러톤의 다른 팀들도 콜나고 자전거로 경쟁했다. 아마도 가장 유명한 팀은 에디 메르크스를 포함한 몰테니 팀이었지만, 세계 챔피언 주세페 사론니 또한 1977년 시치(Scic)부터 나중에 지스 젤라티(Gis Gelati)와 콜나고-델 톤고(Colnago-Del Tongo)에 이르기까지 선수 경력 내내 콜나고 자전거를 탔다. 2021년 콜나고는 사론니가 1982년 굿우드와 1983년 지로 디탈리아에서 슈퍼를 사용했음을 확인했다. 콜나고는 1990년대 내내 전설적인 마페이 사이클링 팀의 스폰서로 잘 알려져 있었다. 2005년에는 콜나고가 프로 사이클링 팀인 라보뱅크를 후원했다. 콜나고는 또한 2005년부터 2008년까지 호주 스프린터 힐턴 클라크가 소속되어 있던 미국 국내 팀 내비게이터스의 자전거 스폰서이기도 했다.
2006년에는 팀 밀람이 그들의 프로 후원팀 목록에 합류하여 유명한 알레산드로 페타키와 에리크 자벨을 선보였다. 또한 콜나고는 UCI 유럽 투어에서 경쟁하는 란드보우크레딧-콜나고 프로 사이클링 팀의 공동 타이틀 스폰서이며, 2007년에는 팀 팅코프의 공식 프레임 공급업체였다.
2011년 투르 드 프랑스부터 팀 유로프카는 콜나고 프레임을 탔다. 2012년에는 콜나고가 콜나고-CSF 바르디아니를 후원한다.
전체 팀 목록은 아래에 나와 있다. 모든 연도는 포함이다.
- 1968 - 1973: 몰테니
- 1969 - 1978: SCIC
- 1975 - 1976: Zonca-Santini
- 1975 - 1979: 카스 캄파뇰로
- 1977: Ijsboerke-Colnago
- 1977: Kanel-Colnago
- 1978: Mecap-Selle Italia
- 1978 - 1979: Miniflat-ys-vdb-Colnago
- 1978: Intercontinentale
- 1979: Sapa
- 1979: Inoxpran
- 1979 - 1983: Lano-Boul d'Or
- 1980 - 1981: 지스 젤라티
- 1980 - 1981: Sunair Sport 80 Colnago
- 1980: Splendor
- 1982 - 1988: 델 톤고-콜나고
- 1984 - 2008: 틀:UCI team code
- 1984: Safir Colnago
- 1985: Safir van den Ven Colnago
- 1985: Tonissteiner Saxon
- 1986: Miko Tonissteiner Fevrier
- 1986 - 1988: Roland Colnago
- 1988 - 1989: 파나소닉-아이소스테르
- 1989: 말보르-시디
- 1989 - 1990: Alfalum
- 1989 - 1993: CLAS–카하스투르
- 1990: La William
- 1990 - 1996: Diana-Colnago
- 1991 - 1993: 아리오스테아
- 1993 - 1999: Tonissteiner Colnago Saxon
- 1994 - 2002: 마페이
- 1996 - 1997: Casino
- 1999: Lampre Daikin
- 2001: Coast
- 2001 - 2006: Landbouwkrediet Colnago
- 2001 - 2007: 내비게이터스
- 2005: 도미나 바칸체
- 2005: Action
- 2005: 스킬 시마노
- 2005 - 2012: 세라미카 파나리아-나비가레
- 2006 - 2008: 팀 밀람
- 2007 - 2008: 팅코프 신용 시스템
- 2007 - 2010: Landbouwkrediet-Tonissteiner
- 2010 - 2015: BBox-부이그 텔레콤
- 2010: Pendragon-Colnago
- 2010 - 2013: 팀 타입 1
- 2013 - 2021: 가즈프롬–루스벨로
- 2014: Dubai Classic Bike
- 2016 - 2021: 팀 노보 노르디스크
- 2017: Colnago Owners Group - UAE
- 2017 - 현재: UAE 팀 에미레이츠
- 2018: FFR Dubai
- 2022 - 현재: UAE 팀 ADQ

## 현 생산 개요
2006년 초까지 콜나고는 거의 모든 프레임셋 제품군을 캄비아고 공장에서 생산했지만, 1970년대부터 더 기본적인 프레임의 하청 생산에 대한 소문이 끊이지 않았다. 알란은 1980년대에 콜나고를 위해 단일 및 이중 다운튜브 로드 및 사이클로크로스 모델을 포함한 일부 알루미늄 프레임을 생산했다. 2005년 3월, 콜나고는 자이언트, 메리다, SRAM을 포함하는 중화민국 기반 A-팀에 합류한다고 발표했는데, 일본 및 유럽 시장을 위한 중급 자전거 모델을 생산하기 위한 이탈리아 최초의 제조업체였다.
2006년부터 콜나고는 중화민국의 자이언트로부터 프리마베라(Primavera)와 아르테(Arte)를 공급받았다. 둘 다 호평을 받았지만, 일부에서는 제조를 이탈리아 밖으로 옮긴 것에 대해 아쉬움을 표했다.
2006년에는 자이언트가 탄소 프레임 모델을 포함하여 콜나고를 위한 추가 모델을 생산할지에 대한 논란이 있었다. 에르네스토 콜나고의 발언에 따르면 이는 사실이 아니었다.
"2006년 모델 연도에는 콜나고가 두 가지 엔트리 레벨 알루미늄 로드 바이크 모델을 자이언트로부터 공급받을 예정이며, 이는 콜나고의 사양 및 프레임 지오메트리에 맞춰 유럽과 아시아 시장에서만 판매됩니다. 다른 모든 콜나고 자전거는 이탈리아에서 조립됩니다. 콜나고 탄소 섬유 프레임은 자이언트에서 생산되지 않으며, 콜나고 씨가 탄소 섬유 자전거 프레임에 대해 ATR과 장기 공급 계약을 맺고 있기 때문에 앞으로도 생산되지 않을 것입니다."
이러한 부인에도 불구하고, 2007년부터 콜나고의 탄소 모노코크 CLX 프레임은 중화민국에서 제조되었다. 2008년에는 두 번째 콜나고 탄소 섬유 모델인 CX-1도 중화민국에서 공급되었다.
최상위 콜나고 프레임인 C64와 마스터, 그리고 현재는 단종된 C60, C59, C50, 익스트림 파워, 익스트림 C는 이탈리아에서 제조 및 도색되었다. 여러 공개 성명에서 콜나고는 모든 디자인이 이탈리아 디자인 팀에서 시작되었다고 주장하며, 콜나고를 콜나고로 만드는 본질은 디자인이라고 강조했다. 중급 탄소 제품은 현재 중화민국에서 공급되고 있으며 (많은 자전거 제조업체의 제품이 그러하듯이), 2011년 현재 M10 (모델 라인업에서 두 번째)은 중화민국에서 제조되고 이탈리아에서 조립 및 도색되며, CX-1은 전적으로 중화민국에서 제조된다.
현재의 최고급 프레임인 C68은 여전히 이탈리아에서 전적으로 제작되고 있다.

## 프레임

### 강철

1975년 콜나고 슈퍼. 전문가에 의해 복원 및 재도색됨. 구동측 체인스테이와 드롭아웃은 크롬 도금되었고, 3개의 탑 튜브 브레이즈드 케이블 가이드가 추가됨. 크기 52cm.

- 슈퍼 버전 1 (1968–1978)—콜럼버스 SL 튜빙, 원형 튜빙 (탑 튜브, 다운 튜브, 시트 튜브) 주름진 체인스테이, 하단 브래킷 위 케이블 라우팅.
- 멕시코 (1975–1977)—콜럼버스 레코드 튜빙, 체인스테이에 주름 없음 및 변형된 에사 멕시코(Esa Mexico)
- 슈퍼 프로필 (1982-83/84) 두 가지 버전—플루티드 스탬프 스테이 캡 포함, 1984년 평면 스탬프 스테이 캡 포함.
- 슈퍼 버전 2 (1978-1980년대 후반)—콜럼버스 SL 튜빙, 원형 튜빙 (탑 튜브, 다운 튜브, 시트 튜브) 시트 스테이 캡에 콜나고 글자 양각, 가공된 체인스테이 브리지.
- 누에보 멕시코, 두 가지 모델, (1983년 버전 및 1985년), 콜럼버스 레코드 튜빙, 주름진 탑 튜브 및 다운 튜브.
- 테크노스 (1995–2000)—콜나고의 가장 가벼운 생산 강철 경주용 프레임으로, 맞춤형 테크노스 튜빙 세트(콜럼버스 니바크롬 강철 독점), 5갈래 클로버 모양의 오버사이즈 탑 튜브 및 다운 튜브로 제작되었다. 헤드 튜브에 크롬 도금된 삼각 크라운 팁 러그와 프리시사 강철 포크(탄소 포크가 아닐 경우). 마지막 버전은 튜빙 라벨을 포함하여 '테크노스 2000'으로 표기되었다.
- 콜나고 마스터([[:it:{{{3}}}|이탈리아어판]]) (1983–현재)—프리시사 강철 포크가 포함된 최고급 강철 프레임. 메인 트라이앵글에는 콜럼버스 길코 플루티드 튜브가 사용되었다. 알려진 다양한 변형이 있다. 마스터 올림픽, 마스터 라이트, 마스터 피우.
- 기타 강철 모델로는 슈퍼이시모, 슈퍼 피우, 익스포트 (1982–3), C-94 (1994), C-97 (스론 튜빙 데코 시대), 엘레강트 (1994년에는 탄게, 나중에는 EL-OS 튜빙) 및 클래식 (~2000)이 있으며, 슈퍼/슈퍼이시모의 후손으로 조나 튜빙으로 제작되었다.

### 알루미늄
- 듀얼—(1988) 단일 다운튜브 버전의 러그 디자인을 기반으로, 알루미늄 러그에 결합된 이중 다운튜브 알루미늄 튜브를 알란에서 콜나고를 위해 제조.
- 메가마스터—메가 다운튜브와 "마스터" 프로필 탑 튜브를 가진 콜럼버스 알텍 알루미늄 합금 프로파일 튜브를 용접.
- 아소—(2000년대) 알텍 조날 삼중 버티드 튜빙; 마스터 프로필 탑 튜브.
- VIP 2000—알텍 조날 콜럼버스 7005
- 드림—(2000년대) 용접된 콜럼버스 에어플레인 알루미늄 튜빙; 테크노스 스타일의 모양 탑 튜브 및 다운 튜브. 후기 모델에는 HP 탄소 후방 스테이가 추가되었다.
- 액티브—(2004–2005) 콜럼버스 알텍2 알루미늄 눈물방울형 튜빙, 탄소 B-스테이 및 탄소 포크, 이탈리아식 나사산 바텀 브래킷.
- 액티브 플러스—(2006-)
- 콜나고 믹스—(2004-2006?) 오버사이즈 알루미늄 체인 스테이와 탄소 섬유 시트 스테이가 있는 알루미늄; 마스터 모양의 탑 튜브와 드림 모양의 다운 튜브.
- 래피드—Tig 용접 오버사이즈 독점 콜럼버스 "커스텀" 7003 알루미늄 합금 튜빙

### 티타늄
- 마스터 티탄—프로필 탑 튜브와 다운 튜브를 가진 용접된 6AL/4V 티타늄 합금 튜빙
- 오벌 티탄—오버사이즈 타원형 탑 튜브 및 다운 튜브 용접 티타늄
- 비-티탄—용접된 이중 티타늄 다운 튜브
- 티타니오—(1990년대 중반) 단일 다운튜브 표준 프로필 (1인치), 모든 티타늄 용접 프레임, 강철 포크
- CT-1—용접된 티타늄 메인 튜브, 본딩된 탄소 섬유 스테이가 있는 모노스테이 후방, 1인치 탄소 포크
- CT-2—CT-1과 유사하나 HP 스테이 및 1.125 탄소 포크 사용

### 탄소

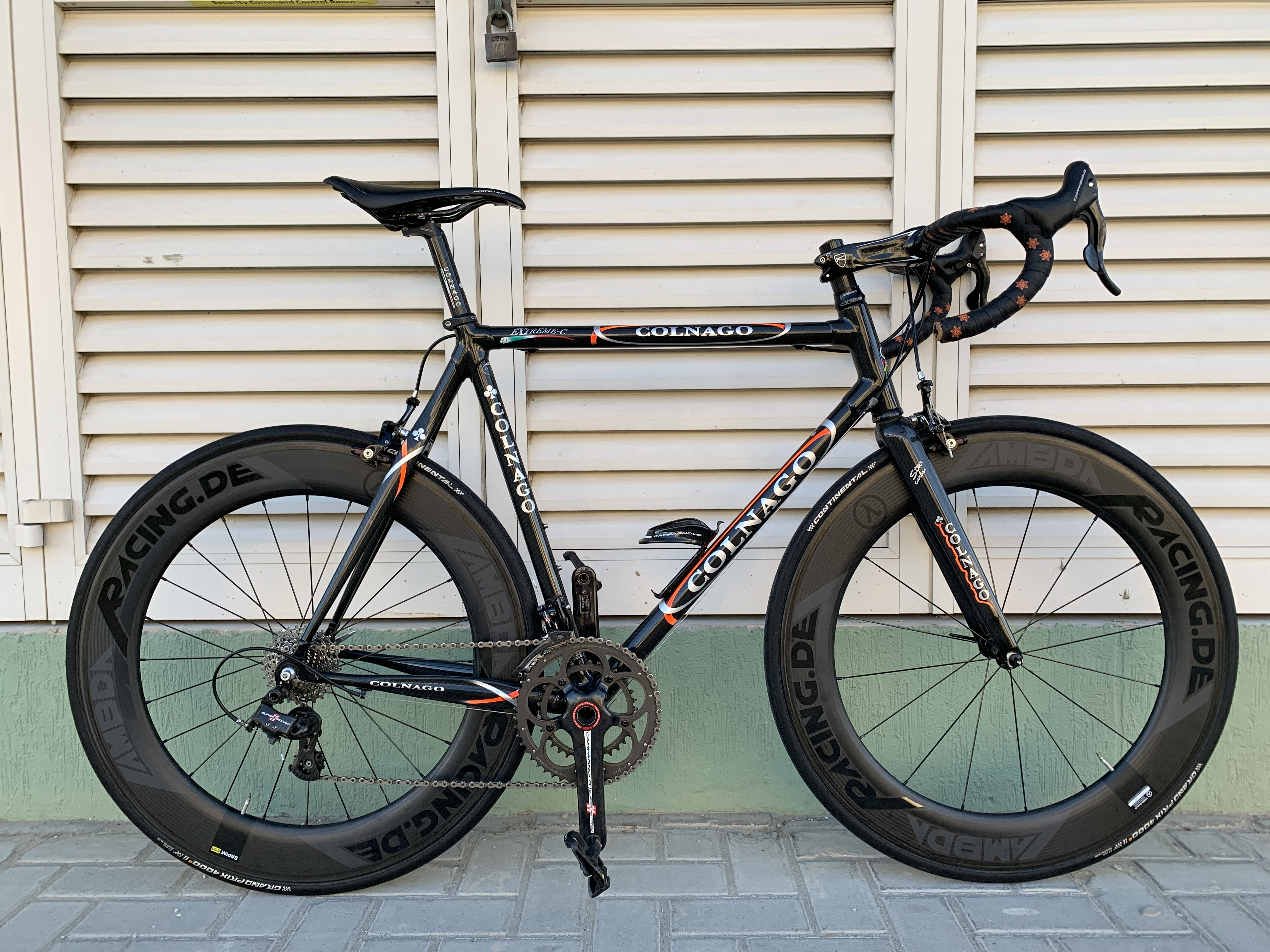
2006년 콜나고 익스트림 C 모델

- 볼로—(1988) 케블라로 강화된 탄소 섬유 모노코크 프레임
- C35—(1989) 완전 탄소 모노코크 프레임.
- 카비투보—(1988–1991) 단일 '모노' 탄소 다운튜브가 알루미늄 러그에 본딩된 형태로 출시되었으며, 나중에 이중 다운튜브가 시도되었다. 알란과 공동 제작. 사진은 here에서 볼 수 있다.
- C40—(1993/4-) 처음에는 프리시사 강철 포크와 함께, 나중에는 탄소 포크와 함께 출시된 완전 탄소 프레임. 1세대는 원형 튜브로 출시되었고, 나중에는 마스터 프로필 탄소 튜브가 탄소 러그에 본딩된 형태로 출시되었다.
- CF1—(2000) 콜나고-페라리 협업, 탄소 모노코크. 여러 버전의 페라리 CF 프레임이 이어졌다.
- 크리스탈로 (2004). 1,100g의 올 카본 모노코크 프레임으로 생산량 및 정보가 적다.
- C50—(2004) C40과 유사한 구조에 1.125 포크.
- C50 CX 리미티드 에디션, 사이클로크로스를 위해 특별히 제작된 버전으로, 전방/후방 캔틸레버 브레이크 보스가 있다.
- C50 크로노 (2005), 타임 트라이얼을 위해 특별히 제작된 버전. 유명한 C50과 유사한 구조이지만, 에어로 튜브와 특별한 눈물 방울 모양 시트포스트를 가지고 있다. 2005년부터 2007년까지 라보뱅크와 같은 프로 팀에서 사용했다.
- 프레스티지 CX 모노코크 (러그리스) 사이클로크로스용 탄소 프레임으로, 첫 번째 버전은 캔티 보스가 있었고, 두 번째 버전은 디스크 브레이크 장착이 가능했다.
- 익스트림 C—(2006) 경량 풀 카본 클라이밍 자전거, 탄소 러그와 원형 탄소 튜브 구조에 더 짧은 러그.
- 익스트림 파워—(2007) C40/C50과 유사한 구조지만 더 견고한 구조로 원형 탄소 튜브도 사용.
- CX1—(2007) 탄소 모노코크 전면부가 탄소 스테이에 본딩된 형태. 또한 통합 헤드셋을 특징으로 하는 최초의 콜나고이다.
- CLX—(2008) 탄소 모노코크; 후방 삼각형은 전면과 별도로 성형되어 본딩된 러그를 통해 부착된다.
- EPS—(2009) 통합 헤드셋과 새로운 포크 디자인을 가진 러그 및 튜브 구조
- EPQ— (2011) 익스트림 파워 (EP) 튜브 및 러그 구조를 재작업하여 M10 및 C59와 공유하는 더 사각형 프로필의 후방 스테이('Q-스테이')가 강성을 추가한다. 세미 통합 헤드셋.
- C59—(2011) 마스터와 유사한 프로파일 튜브를 가진 C40/C50 (2011)과 같은 탄소 튜브 및 러그 본딩 프레임.
- M10—(2011) C59와 유사한 지오메트리를 가진 모노코크 구조이지만, 약간 더 짧은 탑 튜브와 더 긴 헤드 튜브를 가지고 있다.
- CX-제로—(2013) 완전 모노코크 프레임셋, 통합 헤드셋, 프레스핏 86.5 바텀 브래킷을 특징으로 하는 최초의 콜나고이며, 포장된 클래식 경주를 위해 설계되었다.[25]
- V1-r—(2014) M10을 대체하는 최상위 중화민국 생산 모노코크 탄소 프레임. 페라리 엔지니어링과 협력하여 개발되었다.[26]
- AC-R—(2014-) 전자 및 기계식 그룹셋과 호환되는 엔트리 레벨 탄소 모노코크
- C60—(2014) C40/C50과 유사한 탄소 튜브 및 러그 본딩 프레임이지만, 콜나고의 시그니처인 별 모양 면처리 디자인이 튜브 전체 길이와 러그를 통해 확장되며, 더 큰 튜브 직경과 약간 더 얇은 벽을 사용하여 C59보다 약간 가벼운 프레임이다.[27]
- C64—(2018) C59 및 C60과 유사한 탄소 튜브 및 러그 본딩 프레임[24]
- C68—(2022)[28]

### 특수 목적 프레임

#### 사이클로크로스
수년에 걸쳐 에르네스토 콜나고는 개별 프로 선수들을 위해 강철 사이클로크로스 프레임을 제작했으며, 대중에게는 강철 프레임을 판매하지 않았다. 몇몇 프레임이 확인되었는데, 초기 프레임 중 하나는 콜나고 슈퍼를 기반으로 로저 드 블라밍크를 위해 제작되었다. 사진은 여기에서 볼 수 있다. 이 프레임은 2012년 11월 이베이에서 약 1200 미국 달러에 판매되었다. 두 번째 1985년 콜나고 슈퍼 사이클로크로스 팀 콴툼 데코솔 팀 전 자전거 아드리 반 더 포엘의 것은 카탈로그에 없거나 일반적으로 소매 유통되지 않았으며, 여기에서 볼 수 있다.
몇 년 전 또 다른 프레임이 발견되었는데, 1990년대 중반에서 후반에 제작된 것으로 보이며, 콜나고 크리스탈을 느슨하게 기반으로 하여 후방 브레이크 행어에 "마스터"라고 특별히 표기되어 있다. 러그와 시트 스테이는 크리스탈의 것과 유사하지만, 다른 로드 모델보다 약간 더 튼튼한 튜빙(32mm OD 다운튜브, 29mm 시트 튜브), 여유로운 휠베이스, 후방 브레이크 및 변속기를 위한 탑 튜브 라우팅, 전방 변속기를 위한 전통적인 라우팅이 있지만 전방 변속기용 브레이즈온은 없다. 콜나고 바텀 브래킷 셸. 전통적인 크라운이 없는 직선형 MTB 스타일의 스레드리스 포크. 드롭아웃에 일련 번호가 각인되어 있지 않다. 콜나고 공장 연락처는 연도를 식별하거나 추가 정보를 제공할 수 없다. 사진을 볼 수 있다.
콜나고는 이탈리아 사이클로크로스 및 MTB 챔피언 루카 브라마티를 위해 몇 대의 자전거를 제작했다. 브라마티는 96년 뮌헨 세계 선수권 대회에서 노란색 강철, 러그 없는 콜나고 사이클로크로스 자전거를 탔는데, 이는 역사상 가장 흥미진진한 경주 중 하나로 여겨지며 그는 3위를 차지했다. 그의 자전거는 전통적인 브레이즈드 포크 크라운과 완전한 전방/후방 기어 케이블 브레이징이 있는 전방 포크를 가지고 있었다. 튜빙은 약간 오버사이즈로 보이며, 전반적으로 자전거는 브라마티가 96년 애틀랜타 올림픽에서 경주했던 콜나고 MTB와 매우 유사해 보인다.
또 다른 자전거는 1998/1999년에 라보뱅크 선수인 베르트 히엠스트라를 위해 제작되었을 수 있다. 이것은 러그 없는 강철 프레임으로, 라보뱅크 색상의 "Colnago Competition" 배지를 달고 있었고, 59cm CtT로, 9단 듀라 에이스와 유니크라운 포크가 장착되어 있었다.
- 사이클로크로스 (1980년대경) 알란(Alan)에서 제조, 헤드튜브 하단에 "Colnago" 이름이 각인됨. 알루미늄 튜빙이 러그에 나사로 조여지고 접착됨. 바텀 브래킷에 사이즈 각인, 후방 드롭아웃에 일련 번호 없음. 트랜지션 시 자전거를 어깨에 맬 수 있도록 탑 튜브가 타원형으로 제작됨.
- 듀얼 사이클로크로스[31]
- 드림 CX—유니크라운 MTB 스타일 전방 포크와 헤드튜브/다운튜브 접합부에 추가 보강재가 있는 드림 로드와 같은 양산형 알루미늄.[32]
- 월드컵—
- 프레스티지—초기 프레스티지 프레임은 전체 모노코크 구조로, 사이클로크로스 경주 중 자전거를 운반하기 위한 탑 튜브와 시트 튜브 사이의 추가 지지대가 있었다. 또한 물통 보스도 있었다. 후기 프레임은 이 지지대가 없어지고 디스크 브레이크용 브래킷이 추가되었다.
- C50 CX 라보뱅크 팀[33]

#### 산악 자전거
미국 시장에서는 흔하지 않거나 널리 보급되지 않았지만, 콜나고는 여러 대의 산악 자전거를 생산했다. 일부는 콜나고 로드 자전거에서 볼 수 있는 마스터 프로필 튜빙을 특징으로 했다.
- 마스터—마스터 로드 자전거와 같은 길코 모양 튜빙, 유니크라운 포크 하드테일 산악 자전거
- 맥심--
- CF 시리즈 CF12 페라리 협업

## 같이 보기
- 자전거 부품 목록
- 이탈리아 기업 목록

## 참고 문헌
- Rino Negri- Quando la bici è arte, ed. Landoni, Legnano, pag. 216, (The story of Ernesto Colnago)